# Historia Poznania 1253–1320
W roku 1253 książę Przemysł I lokował na prawie magdeburskim, w pobliżu osady przy kościele św. Gotarda, nowe miasto. Osadę tę uzyskał książę w 1244 od biskupa poznańskiego w zamian za osadę przy kościele św. Wojciecha. Lokowanie miasta powierzył Tomaszowi z Gubina.. Na dokumencie (znanym tylko z odpisów) za nadawców prawa podaje się zarówno księcia Przemysła I i jego brata Bolesława Pobożnego.
Pierwsze fortyfikacje powstały już w 1253, a w 1300 roku miasto w pełni było otoczone murem obronnym. Obszar wewnątrz fortyfikacji miał długość nieco ponad 530 m, a szerokość nieco ponad 350 m i zorientowany był wzdłuż osi NE-SW. Do miasta wiodły cztery niesymetrycznie położone bramy: Wrocławska, Wodna, Wielka i Wroniecka, oraz kilka furt, z których najsławniejsze były Ciemna Bramka, Furta Zamkowa i Furta Dominikańska. Wraz z miastem i fortyfikacjami powstał na południowo-zachodnim skraju miasta, na górze nazywanej dziś górą Przemysła, poznański zamek – nowa siedziba władców Wielkopolski, którzy przenieśli się tu z Ostrowa Tumskiego, a od 1295 również siedziba króla Polski. Osie symetrii przecinały się w miejscu, gdzie stanął pręgierz (nazywany niekiedy mediastinus). Prawdopodobnie stanął on w miejscu znaku mierniczego, względem którego wytyczono ulice i parcele. Najważniejszym obszarem nowo wytyczonego miasta był kwadratowy rynek o powierzchni 2 ha, co stanowiło około 10% powierzchni Poznania. Na tym placu powstały instytucje kluczowe dla mieszkańców: ratusz i waga, a także pełnił on funkcję placu targowego.
Regularny układ uliczek załamywał się nieco w północno-wschodniej części miasta, gdzie istniały zabudowania przedlokacyjnej osady wokół kościoła św. Gotarda (na zachodzie której ukształtowała się miejska gmina żydowska) oraz na południu, gdzie powstał kolejny symbol miejskiej niezależności – kościół farny. Przy kościele została erygowana pierwsza szkoła (poza katedralną), a także powstał najstarszy cmentarz miejski.
Z treści dokumentu wnioskuje się, że akt lokacyjny był jedynie dopełnieniem całego, starannie zaplanowanego procesu (jest prawdopodobne, że szczegółowe plany powstały już w 1252). Dał on nową jakość miastu, nadając mu samorząd i autonomię sądowniczą (szerszą niż później otrzymały niektóre inne  miasta, np. Kraków).  Był to początek integracji średniowiecznej konurbacji w jeden organizm miejski.
Zawarte w akcie lokacyjnym przywileje były w krótkim czasie jeszcze poszerzone. Już w 1253 Przemysł I nadał stałą wolność od opłat i ceł w oktawie św. Dominika, a jego syn, Przemysł II w 1280 zrzekł się wszelkich praw do opłat z kramów i jatek, a w 1283 nadał miastu pełną wolność celną w całym państwie Przemysła. W 1274 roku miasto zostało spalone przez Brandenburczyków, którzy najechali na Wielkopolskę.
Po królobójstwie w Rogoźnie w 1296 Poznań znalazł się pod panowaniem Władysława Łokietka, który w tym okresie potwierdził przywilej lokacyjny, rozszerzając go o nowe przywileje oraz nadania ziemskie dla miasta, w tym część Górczyna (mimo to mieszczanie poparli ostatecznie kandydaturę Wacława II). Przyczyną takiego posunięcia były prawdopodobnie bardzo silne więzy ekonomiczne z proczeskim Śląskiem. Po wymarciu w 1306 roku Przemyślidów z tego samego powodu poparcie uzyskał Henryk III Głogowczyk. W roku 1309 wójt Przemko oddał miasto Henrykowi głogowskiemu. Śląski Piast sprawował rządy silnej ręki, co szybko zraziło do niego rycerstwo Wielkopolski. Po śmierci Głogowczyka w 1309 roku rycerstwo Wielkopolskie wystąpiło w 1314 roku zbrojnie przeciwko jego synom, którzy opierali się na poparciu miast, w tym Poznania. Opór przeciwko rycerstwu zorganizował w Poznaniu wójt Przemko, jednak w 1314 Poznań został zdobyty i w tym samym roku wszedł w skład państwa Łokietka, którego koronacja w 1320 zakończyła rozbicie dzielnicowe.